# Parafia Narodzenia Najświętszej Maryi Panny w Żarnowie Drugim
Parafia Narodzenia Najświętszej Maryi Panny w Żarnowie Drugim – parafia rzymskokatolicka, znajdująca się w diecezji ełckiej, w dekanacie Augustów – św. Bartłomieja Apostoła.